# Ironman
El triatlón Ironman es una serie de carreras organizadas por World Triathlon Corporation. Los participantes tienen que cubrir 3 pruebas extremas: 3,86 km de natación en mar abierto, 180 km de ciclismo (ascensos y descensos) y 42,2 km de carrera a pie (maratón, como tal). La carrera tiene un tiempo límite de 17 horas. Solo los atletas mejor entrenados y preparados logran completarlo, ya que sus pruebas requieren tener una condición física extraordinariamente avanzada, así como años de preparación física.

## Triatletas legendarios del Ironman
- Paula Newby-Fraser
  - 8 veces ganadora del Ironman de Hawái.[1]
  - 6 victorias consecutivas en Hawái.
  - 24 victorias totales en distancia Ironman.[1]
  - Su sobrenombre es "The Queen of Kona".[1]
- Natascha Badmann
  - 6 veces ganadora del Ironman de Hawái.[2]
- Mirinda Carfrae
  - 3 veces ganadora del Ironman de Hawái.[3]
- Dave Scott
  - 6 veces ganador del Ironman de Hawái (Récord masculino).[4]
- Mark Allen
  - 6 veces ganador del Ironman de Hawái (Récord Masculino).[4]
  - 5 victorias consecutivas en Hawái.[4]
- Craig Alexander
  - 3 veces ganador del Ironman de Hawái.[4]
  - Poseedor del récord del Ironman de Hawái desde 2011 hasta 2018.
- Luc Van Lierde
  - Primer europeo en ganar el Ironman de Hawái.[5]
  - Tiempo récord del Ironman de Hawái en el año 1996.[5]
- Jan Frodeno
  - Primer triatleta en ganar el Ironman de Hawái tras ganar unos JJ. OO..
  - 3 veces ganador del Ironman de Hawái.
  - Récord Mundial de Ironman en 2019 con 7:51:13. Después de este récord y rendimiento en los 3 sectores se habla del mejor triatleta de todos los tiempos a pesar de sólo 3 entorchados.
- Greg Welch
  - Primer triatleta no estadounidense en ganar en Hawái.
  - Vencedor del "Grand Slam" del triatlón
- Chrissie Wellington
  - Tiempo récord del Ironman de Hawái en el año 2009.
- Daniela Ryf
  - 5 veces ganadora del Ironman de Hawái.
  - Las 4 consecutivamente (2015-2018)
  - Récord Mundial de Ironman con 8:08:12 (2023)
- Patrick Lange
  - 2 veces ganador consecutivo, rompiendo en ambas el récord de la prueba, 7:52:39 récord actual que superó Jan Frodeno en 2019 y en condiciones menos favorables (viento) que en 2018.
- Enhamed Enhamed Mohamed Yahdih
  - Primer deportista ciego que termina el triatlón.
- Ramon Arroyo
  - Deportista diagnosticado con esclerosis múltiple que logro acabar la prueba. La película "100 metros" se basa en su logro.

## Campeones del Ironman de Hawái

### Hombres
| Año        | Atleta               | Tiempo   | Nacionalidad                                                               |
| ---------- | -------------------- | -------- | -------------------------------------------------------------------------- |
| 2022       | Gustav Iden          | 7:40:24  | Noruega                                                                    |
| 2021       | Kristian Blummenfelt | 7:49:16  | Noruega                                                                    |
| 2019       | Jan Frodeno          | 7:51:13  | Alemania                                                                   |
| 2018       | Patrick Lange        | 7:52:39  | Alemania                                                                   |
| 2017       | Patrick Lange        | 8:01:30  | Alemania                                                                   |
| 2016       | Jan Frodeno          | 8:06:30  | Alemania                                                                   |
| 2015       | Jan Frodeno          | 8:14:13  | Alemania                                                                   |
| 2014       | Sebastian Kienle     | 8:14:18  | Alemania                                                                   |
| 2013       | Frederik Van Lierde  | 8:12:29  | Bélgica                                                                    |
| 2012       | Pete Jacobs          | 8:18:37  | Australia                                                                  |
| 2011       | Craig Alexander      | 8:03:56  | Australia                                                                  |
| 2010       | Chris McCormack      | 8:10:37  | Australia                                                                  |
| 2009       | Craig Alexander      | 9:20:21  | Australia                                                                  |
| 2008       | Craig Alexander      | 8:17:45  | Australia primer atleta en ganar el título mundial Ironman, y Ironman 70.3 |
| 2007       | Chris McCormack      | 8:15:34  | Australia                                                                  |
| 2006       | Normann Stadler      | 8:11:56  | Alemania                                                                   |
| 2005       | Faris Al-Sultan      | 8:14:17  | Alemania                                                                   |
| 2004       | Normann Stadler      | 8:33:29  | Alemania                                                                   |
| 2003       | Peter Reid           | 8:22:35  | Canadá                                                                     |
| 2002       | Tim DeBoom           | 8:29:56  | Estados Unidos                                                             |
| 2001       | Tim DeBoom           | 8:31:18  | Estados Unidos                                                             |
| 2000       | Peter Reid           | 8:21:01  | Canadá                                                                     |
| 1999       | Luc Van Lierde       | 8:17:17  | Bélgica                                                                    |
| 1998       | Peter Reid           | 8:24:20  | Canadá                                                                     |
| 1997       | Thomas Hellriegel    | 8:33:01  | Alemania                                                                   |
| 1996       | Luc Van Lierde       | 8:04:08  | Bélgica · primer ganador europeo                                           |
| 1995       | Mark Allen           | 8:20:34  | Estados Unidos                                                             |
| 1994       | Greg Welch           | 8:20:27  | Australia primer ganador no estadounidense                                 |
| 1993       | Mark Allen           | 8:07:45  | Estados Unidos                                                             |
| 1992       | Mark Allen           | 8:09:08  | Estados Unidos                                                             |
| 1991       | Mark Allen           | 8:18:32  | Estados Unidos                                                             |
| 1990       | Mark Allen           | 8:28:17  | Estados Unidos                                                             |
| 1989       | Mark Allen           | 8:09:15  | Estados Unidos                                                             |
| 1988       | Scott Molina         | 8:31:00  | Estados Unidos                                                             |
| 1987       | Dave Scott           | 8:34:13  | Estados Unidos                                                             |
| 1986       | Dave Scott           | 8:28:37  | Estados Unidos                                                             |
| 1985       | Scott Tinley         | 8:50:54  | Estados Unidos                                                             |
| 1984       | Dave Scott           | 8:54:20  | Estados Unidos                                                             |
| 1983       | Dave Scott           | 9:05:57  | Estados Unidos                                                             |
| 1982 (Oct) | Dave Scott           | 9:08:23  | Estados Unidos                                                             |
| 1982 (Feb) | Scott Tinley         | 9:19:41  | Estados Unidos                                                             |
| 1981       | John Howard          | 9:38:29  | Estados Unidos                                                             |
| 1980       | Dave Scott           | 9:24:33  | Estados Unidos                                                             |
| 1979       | Tom Warren           | 11:15:56 | Estados Unidos                                                             |
| 1978       | Gordon Haller        | 11:46:58 | Estados Unidos                                                             |